# おしえてあげたい!
『おしえてあげたい!』は、1989年4月5日から同年5月10日まで、TBS系列の『水曜ドラマ』（毎週水曜日21:00 - 21:54）で放送されたテレビドラマ。全6回。

## 概要
カメラメーカー「フェニックス光学」に勤める同期入社のOL、恋愛志向で一本気な河島桐子、キャリア志向で訳知りな横坂真理子、中道派でカマトトな柿沼典子とタイプの違う三人が、イイ男をめぐり恋愛必勝法を以って奮闘する物語。

## キャスト
- 河島桐子：山口美江
国際部海外広報室勤務。
- 横坂真理子：斉藤慶子
総務部秘書課勤務。中原の元恋人。
- 柿沼典子：高木美保
総務部人事課勤務。中原に片想いしている。
- 沢野祐介：布川敏和
国際部海外広報室勤務。桐子に片想いしている。
- 西岡三郎：佐藤B作
国際部海外広報室課長代理。嫌味で男権主義的な考えを持つ。
- 谷村洋一：石黒賢
国際部海外広報室勤務。詩織と交際している。
- 中原英之：加納竜
磁気製品部勤務。
- 今野珠美：有森也実
国際部海外広報室勤務。沢野に片想いしている。
- 河島詩織：土家里織
桐子の妹。就職浪人中。
- 清水国際部長：佐原健二
（出典：[2]）

## スタッフ
- 脚本：大原豊
- 演出：水島総
- 製作：TBS

主題歌
- ホリーズ『Bus Stop』